# Alzi (Korsika)
Alzi ist eine kleine französische Gemeinde mit 27 Einwohnern (Stand 1. Januar 2022) im Département Haute-Corse auf der Insel Korsika. Sie gehört zum Arrondissement Corte und zum Kanton Golo-Morosaglia.

## Geographie
Die Gemeinde liegt im Regionalen Naturpark Korsika auf 736 m. ü. M. zwischen den Gemeinden Alando und Mazzola und ist durch die Départementsstraße D339 mit diesen Dörfern verbunden.

## Bevölkerungsentwicklung
| Jahr                       | 1962 | 1968 | 1975 | 1982 | 1990 | 1999 | 2006 | 2016 |
| Einwohner                  | 41   | 39   | 24   | 17   | 11   | 17   | 17   | 25   |
| Quellen: Cassini und INSEE |      |      |      |      |      |      |      |      |

## Persönlichkeiten
- François Marcantoni (1920–2010), Widerstandskämpfer

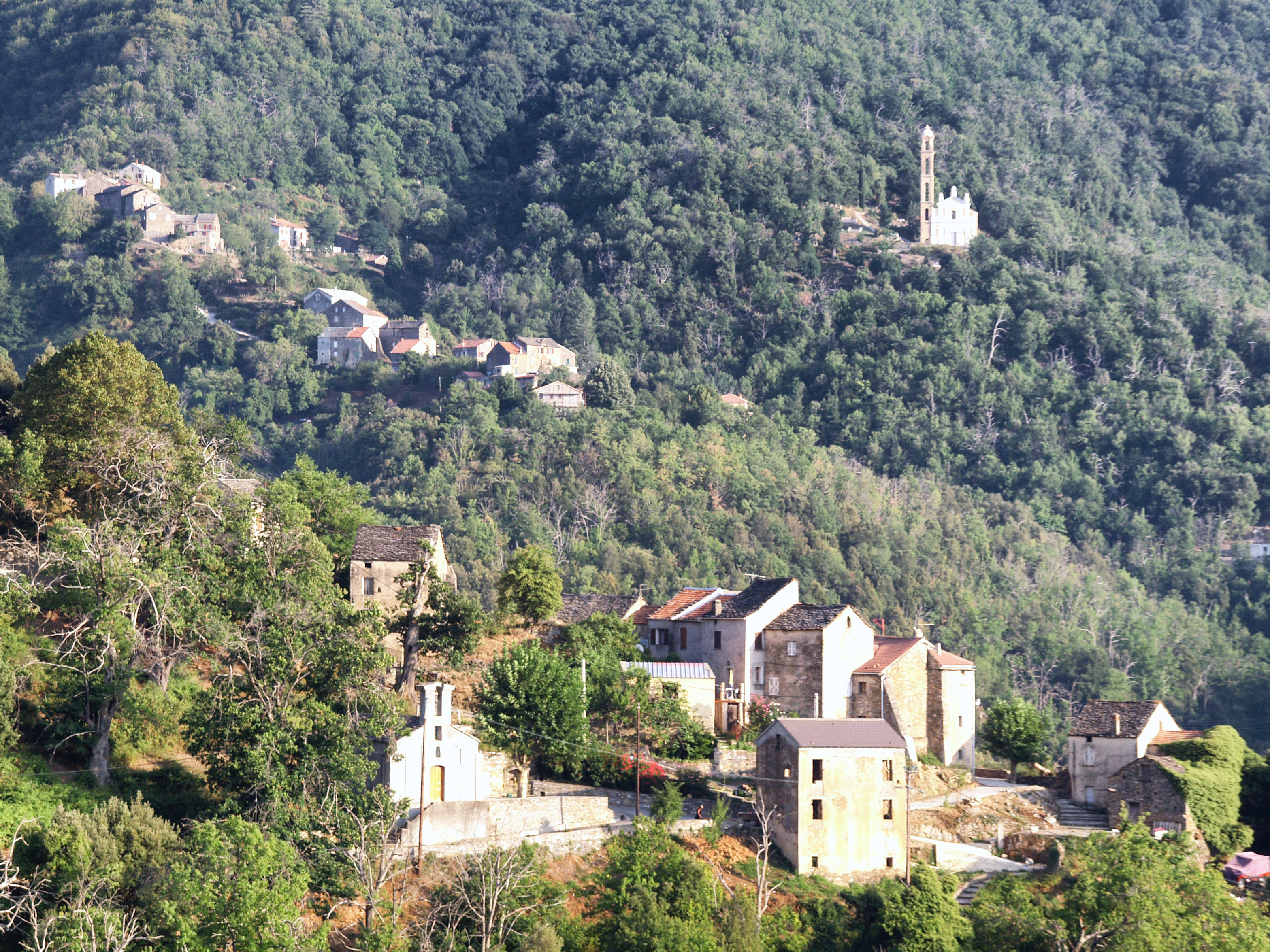
Blick auf Alzi